# Зебринка сіра
Зебри́нка сіра (Calamonastes simplex) — вид горобцеподібних птахів родини тамікових (Cisticolidae). Мешкає в Східній Африці.

## Поширення і екологія
Сірі зебринки мешкають в Ефіопії, Сомалі, Кенії, Танзанії, Південному Судані і Уганді. Вони живуть в сухих саванах і чагарникових заростях.